# Nuno Santos
Nuno Miguel Gomes dos Santos (Trofa, 13 februari 1995) is een Portugees voetballer die bij voorkeur als vleugelspeler speelt. Hij verruilde Rio Ave FC in augustus 2020 voor Sporting Portugal.

## Clubcarrière
Nuno Santos speelde in de jeugd voor CD Trofense, FC Porto, Padroense FC, Rio Ave en SL Benfica. Op 30 augustus 2014 maakte hij zijn opwachting voor Benfica B in de Segunda Liga tegen Sporting Covilhã. Op 14 december 2014 maakte de vleugelspeler zijn eerste competitietreffer tegen SC Braga B. Hij eindigde het seizoen 2014/15 met een totaal van acht doelpunten in zesendertig competitieduels. Op 11 september 2015 debuteerde Nuno Santos voor de hoofdmacht in de Primeira Liga tegen CF Os Belenenses. Hij viel na 72 minuten bij een 6–0 voorsprong in voor Nicolás Gaitán.

## Interlandcarrière
In 2015 nam Nuno Santos met Portugal –20 deel aan het Wereldkampioenschap voor spelers onder 20 jaar in Nieuw-Zeeland. Hij was trefzeker in de groepsfase tegen Senegal –20 en tegen Colombia –20. In november 2015 debuteerde de vleugelspeler in Portugal –21.

## Erelijst
| Competitie             |            |            |            |            |
| Competitie             | Aantal     | Jaren      |            |            |
| SL Benfica             | SL Benfica | SL Benfica | SL Benfica | SL Benfica |
| ---------------------- | ---------- | ---------- | ---------- | ---------- |
| Kampioen Primeira Liga | 1x         | 2015/16    |            |            |
| Sporting CP            |            |            |            |            |
| Kampioen Primeira Liga | 1x         | 2020/21    |            |            |
| Taça da Liga           | 1x         | 2020/21    |            |            |